# Спеціальна зона № 3
Спеціальна зона № 3 (англ. Special Area No. 3) — спеціальна зона в Канаді, у провінції Альберта.

## Населення
За даними перепису 2016 року, спеціальна зона нараховував 1042 жителів, показавши скорочення на 7,1%, порівняно з 2011-м роком. Середня густина населення становила 0,2 осіб/км².
З офіційних мов обидвома одночасно не володів жоден з жителів, тільки англійською — 1 035. Усього 25 осіб вважали рідною мовою не одну з офіційних, з них 5 — українську.
Працездатне населення становило 79,1% усього населення, рівень безробіття — 6,4% (8,6% серед чоловіків та 5,5% серед жінок). 52,8% були найманими працівниками, 48% — самозайнятими.
Середній дохід на особу становив $47 043 (медіана $38 976), при цьому для чоловіків — $52 533, а для жінок $40 753 (медіани — $42 880 та $35 008 відповідно).
36,3% мешканців мали закінчену шкільну освіту, не мали закінченої шкільної освіти — 15,9%, 48,4% мали післяшкільну освіту, з яких 18,4% мали диплом бакалавра, або вищий.
| Статево-вікова структура населення | Статево-вікова структура населення | Статево-вікова структура населення | Статево-вікова структура населення | Статево-вікова структура населення |
| ---------------------------------- | ---------------------------------- | ---------------------------------- | ---------------------------------- | ---------------------------------- |
|                                    |                                    |                                    |                                    |                                    |
| Всього                             | Всього                             | 52,9%47,1%                         |                                    |                                    |
| 0 — 14 років                       | 0 — 14 років                       |                                    | 20,3%                              | 20,3%                              |
| 15 — 64 років                      | 15 — 64 років                      |                                    | 64,7%                              | 64,7%                              |
| 65 і більше                        | 65 і більше                        |                                    | 15%                                | 15%                                |
| 85 і більше                        | 85 і більше                        |                                    | 0,5%                               | 0,5%                               |
| Середній вік (років)               | Середній вік (років)               | 41,139,0                           | 40,1                               | 40,1                               |
| Медіана (років)                    | Медіана (років)                    | 45,141,0                           | 43,6                               | 43,6                               |
| — чоловіки — жінки                 |                                    |                                    |                                    |                                    |

| Походження мешканців:     | Походження мешканців:     | Походження мешканців: | Походження мешканців: | Походження мешканців: |
| ------------------------- | ------------------------- | --------------------- | --------------------- | --------------------- |
| Походження                |                           |                       | осіб                  | %                     |
| Корінні американці        | Корінні американці        |                       | 35                    | 3.63%                 |
| Інше північноамериканське | Інше північноамериканське |                       | 285                   | 29.53%                |
| Європейське               | Європейське               |                       | 845                   | 87.56%                |
| британське                | британське                |                       | 630                   | 65.28%                |
| французьке                | французьке                |                       | 95                    | 9.84%                 |
| українське                | українське                |                       | 100                   | 10.36%                |
| Океанійське               | Океанійське               |                       | 10                    | 1.04%                 |

| Зайнятість населення за галузями (за класифікацією NOC): | Зайнятість населення за галузями (за класифікацією NOC): | Зайнятість населення за галузями (за класифікацією NOC): | Зайнятість населення за галузями (за класифікацією NOC): | Зайнятість населення за галузями (за класифікацією NOC): |
| -------------------------------------------------------- | -------------------------------------------------------- | -------------------------------------------------------- | -------------------------------------------------------- | -------------------------------------------------------- |
|                                                          |                                                          |                                                          |                                                          |                                                          |
| Управління                                               | Управління                                               |                                                          | 41,3%                                                    | 41,3%                                                    |
| Бізнес, фінанси та адміністрування                       | Бізнес, фінанси та адміністрування                       |                                                          | 7,1%                                                     | 7,1%                                                     |
| Природничі та прикладні науки                            | Природничі та прикладні науки                            |                                                          | 3,2%                                                     | 3,2%                                                     |
| Охорона здоров'я                                         | Охорона здоров'я                                         |                                                          | 3,2%                                                     | 3,2%                                                     |
| Освіта, правозахист, муніципальні та урядові служби      | Освіта, правозахист, муніципальні та урядові служби      |                                                          | 8,7%                                                     | 8,7%                                                     |
| Мистецтво, культура, відпочинок та спорт                 | Мистецтво, культура, відпочинок та спорт                 |                                                          | 2,4%                                                     | 2,4%                                                     |
| Роздрібна торгівля та послуги                            | Роздрібна торгівля та послуги                            |                                                          | 9,5%                                                     | 9,5%                                                     |
| Гуртова торгівля, транспорт та обладнання                | Гуртова торгівля, транспорт та обладнання                |                                                          | 10,3%                                                    | 10,3%                                                    |
| Природні ресурси, сільське господарство                  | Природні ресурси, сільське господарство                  |                                                          | 11,1%                                                    | 11,1%                                                    |
| Виробництво                                              | Виробництво                                              |                                                          | 4%                                                       | 4%                                                       |

## Населені пункти
До складу спеціальної зони входять містечко Оєн, села Сіріел, Янґстаун, а також хутори, інші малі населені пункти та розосереджені поселення.

## Клімат
Середня річна температура становить 2,9°C, середня максимальна – 23,2°C, а середня мінімальна – -22°C. Середня річна кількість опадів – 323 мм.
| Клімат поселення                              | Клімат поселення | Клімат поселення | Клімат поселення | Клімат поселення | Клімат поселення | Клімат поселення | Клімат поселення | Клімат поселення | Клімат поселення | Клімат поселення | Клімат поселення | Клімат поселення | Клімат поселення |
| Показник                                      | Січ.             | Лют.             | Бер.             | Квіт.            | Трав.            | Черв.            | Лип.             | Серп.            | Вер.             | Жовт.            | Лист.            | Груд.            |                  |
| Середній максимум, °C                         | −7,88            | −4,22            | 2,13             | 11,19            | 17,66            | 22,13            | 23,19            | 22,80            | 17,14            | 10,68            | 1,04             | −5,81            |                  |
| Середня температура, °C                       | −14,92           | −11,26           | −4,91            | 4,14             | 10,61            | 15,10            | 17,62            | 17,22            | 11,58            | 5,10             | −4,52            | −11,38           |                  |
| Середній мінімум, °C                          | −21,96           | −18,32           | −11,97           | −2,9             | 3,59             | 8,05             | 12,04            | 11,64            | 5,99             | −0,5             | −10,12           | −16,98           |                  |
| Норма опадів, мм                              | 12               | 7                | 13               | 18               | 40               | 72               | 53               | 37               | 34               | 13               | 12               | 12               |                  |
| Середньомісячна швидкість вітру, м/с          | 4.70             | 4.45             | 4.73             | 4.84             | 4.70             | 4.30             | 3.80             | 3.80             | 4.10             | 4.50             | 4.70             | 4.60             |                  |
| Середньомісячна сонячна радіація, кДж/м²·день | 4314             | 7817             | 12831            | 17709            | 20918            | 22409            | 23283            | 19693            | 13611            | 8494             | 4577             | 3232             |                  |
| --------------------------------------------- | ---------------- | ---------------- | ---------------- | ---------------- | ---------------- | ---------------- | ---------------- | ---------------- | ---------------- | ---------------- | ---------------- | ---------------- | ---------------- |
| Джерело:                                      |                  |                  |                  |                  |                  |                  |                  |                  |                  |                  |                  |                  |                  |